# Membranabsorber
Membranabsorber (auch Plattenresonatoren, umgangssprachlich auch Plattenschwinger genannt) sind Konstruktionen nach dem Feder-Masse-Prinzip und werden zur Verbesserung der Raumakustik eingesetzt, um durch Schallabsorption den Nachhall in bestimmten Frequenzbereichen zu reduzieren.

## Aufbau

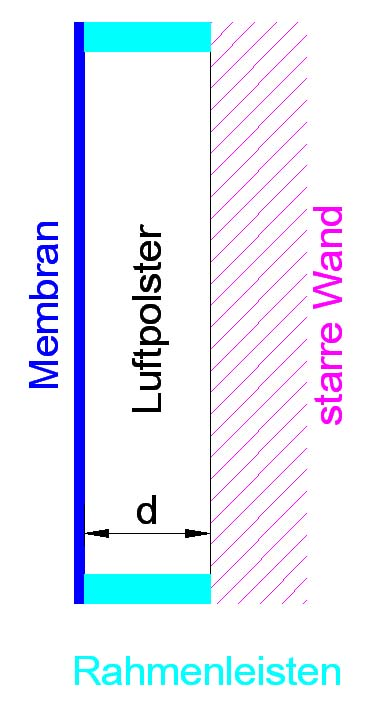
Membranabsorber (Schnittbild)

Der grundlegende Aufbau besteht aus einer Membran (Platte), die als Masse dient (beispielsweise aus Holz, Metall, Glas, Gips etc.) und einem dahinter befindlichen Luftpolster, das wie eine Federung fungiert. Einfallende Schallwellen entsprechender Frequenz werden von diesem überwiegend elastisch arbeitenden System aufgenommen und in eine Bewegung der Membran umgesetzt, sodass der Schallwelle Energie entzogen wird, die nun nicht mehr als Reflexion im Raum zur Verfügung steht. Durch das Schwingen der Membran entsteht faktisch eine neue Welle, wodurch eine Schallabsorption durch Welleninterferenz stattfindet.
Durch geeignete Auswahl der Materialien wird die Schwingung der Membran je nach Eigengewicht (Trägheit) und Federwirkung des Zwischenraums durch die Verluste des Systems bedämpft, was die Energie mittelfristig vernichtet und ein übermäßiges Aufschwingen zu verhindert.
Diese Schallabsorption durch Eigenresonanz ist von der Absorption durch Verformung von Materialien (Wollfasern, Gummi, u. dergl.) und der durch Dissipation in träge verformbaren Schallmedien (Sand, Wasser u. a.) abzugrenzen. Beide Absorptionsarten werden bei Plattenschwingern bisweilen kombiniert, indem die Dämpfung durch Füllung unterstützt sind. Damit kann das Nachschwingen der Membran reduziert werden. Durch die Verwendung nichtelastischer Membranen wie z. B. dicke, schwere Folien, können Absorber gebaut werden, die praktisch gar keine Nachschwingzeit mehr haben. Allerdings sind diese dann auch weniger effektiv.

## Berechnung
Die Schallabsorption des Membranabsorbers ist im Frequenzbereich seiner Eigenresonanz am effektivsten. Diese ergibt sich näherungsweise aus folgender Zahlenwertgleichung:
{\displaystyle f\approx {\frac {600}{\sqrt {d'\cdot {\tfrac {m}{A}}}}}}
mit
- Frequenz {\displaystyle f} der Eigenresonanz in Hz
- Dicke {\displaystyle d'} des Luftpolsters in Zentimeter
- flächenbezogene Masse {\displaystyle {\frac {m}{A}}} der Membran in {\displaystyle \mathrm {\frac {kg}{m^{2}}} }.

Ein typisches Beispiel für einen Plattenabsorber ist eine doppel- oder mehrfachverglaste Schallschutz-Fensterkonstruktion: Zwei Fensterscheiben unterschiedlicher Stärke (also unterschiedlicher Eigenresonanz) behindern gegenseitig die Ausbildung der Schwingungen in einem gewissen berechneten Frequenzbereich.

### Herleitung
Die o. g. Zahlenwertgleichung lässt sich aus folgender physikalischer Größengleichung herleiten (vgl. Helmholtz-Resonator):
{\displaystyle {\begin{aligned}f&={\frac {\omega }{2\pi }}\\&={\frac {1}{2\pi }}{\sqrt {\frac {k}{m}}}\\&={\frac {1}{2\pi }}{\sqrt {{\frac {\rho \cdot A^{2}\cdot c^{2}}{V}}{\frac {1}{m}}}}\\&={\frac {c}{2\pi }}{\sqrt {{\frac {\rho \cdot A^{2}}{d\cdot A}}{\frac {1}{{\tfrac {m}{A}}\cdot A}}}}\\&={\frac {c\cdot {\sqrt {\rho }}}{2\pi }}{\frac {1}{\sqrt {d\cdot {\tfrac {m}{A}}}}}\end{aligned}}}
mit
- Frequenz {\displaystyle f} der Eigenresonanz
- Kreisfrequenz {\displaystyle \omega } der Eigenresonanz
- Masse {\displaystyle m} der Membran
  - flächenbezogene Masse {\displaystyle {\frac {m}{A}}} der Membran
- Federkonstante {\displaystyle k} des Luftpolsters
  - Fläche {\displaystyle A} des Luftpolsters und der (schwingenden) Membran
  - Volumen {\displaystyle V} des Luftpolsters
  - Dicke {\displaystyle d} des Luftpolsters in Meter
  - Luftdichte {\displaystyle \rho \approx 1{,}25\,\mathrm {\frac {kg}{m^{3}}} }
  - Schallgeschwindigkeit {\displaystyle c\approx 330\mathrm {\frac {m}{s}} }.

Einsetzen der Materialkonstanten (Dichte und Schallgeschwindigkeit der Luft) und Auswerten des Vorfaktors {\displaystyle {\frac {c\cdot {\sqrt {\rho }}}{2\pi }}} liefert schließlich die Zahlenwertgleichung (mit {\displaystyle d'=100\cdot d}).

## Zusätzliche Parameter / Faktoren
Weitere wichtige Faktoren für schallabsorbierende Konstruktionen sind nebst der Eigenresonanzfrequenz:
- Bandbreite: Jener Bereich, in dem Frequenzen oberhalb/unterhalb der Eigenresonanz absorbiert werden (äquivalent zu Filtern auch Gütefaktor oder Q-Faktor genannt). Grundsätzlich gilt: je leichter die Membran und je größer das Volumen des Luftpolsters, desto größer die Bandbreite. (Beispiel: Eine 5 mm dicke Hartfaserplatte vor einem 3 cm dicken Luftpolster ergibt die gleiche Eigenresonanzfrequenz wie eine 3 mm dicke Hartfaserplatte vor einem 5 cm dicken Luftpolster. Der Unterschied beider Konstruktionsweisen liegt in der Bandbreite: Bei der Konstruktion mit der leichteren Membran/Platte ist erfahrungsgemäß eine Bandbreite von über 1,5 Oktaven zu erwarten, bei der Konstruktion mit der schwereren Membran dagegen eine Bandbreite von knapp unterhalb einer Oktave.) Die Bandbreite ist schwierig zu berechnen, da dazu genaue Kenntnisse über unterschiedliche physikalische Eigenschaften der verwendeten Materialien notwendig sind, die nur durch aufwändige (kostenintensive) Messungen ermittelt werden können.
- Äquivalente Absorptionsfläche: Diese ist bei Membranabsorbern gleichzusetzen mit der physischen (tatsächlichen) Oberfläche, während sie z. B. bei Helmholtz-Resonatoren ausschließlich von der Eigenresonanzfrequenz abhängt, unabhängig von der tatsächlichen Baugröße/Oberfläche des Resonators.

## Anwendungsgebiete
Membranabsorber werden insbesondere in Tonstudios, Auditorien, Konzerthallen und anderen Räumen eingesetzt, in denen akustische Verhältnisse hoher Qualität erwünscht sind, indem sie den entsprechenden Frequenzbereichen gezielt bearbeiten. Sie eignen sich besonders zur effektiven Absorption tieffrequenter Schallanteile (20–400 Hz).